# Торетамський сільський округ
Торета́мський сільський округ (каз. Төретам ауылдық округі, рос. Торетамский сельский округ) — адміністративна одиниця у складі Кармакшинського району Кизилординської області Казахстану. Адміністративний центр та єдиний населений пункт — село Торетам.
Населення — 11004 особи (2021; 9548 у 2009, 5976 у 1999).